# Andrzej Sokołowski (1858–1935)
Andrzej Sokołowski (ur. 1858, zm. 1935) – polski działacz niepodległościowy i socjalistyczny, murarz.
Dorastał na Prądniku Czerwonym, gdzie prowadził gospodarstwo rolne po ojcu. Prowadził działalność charytatywną i społeczną w gminie Prądnik Czerwony (zwłaszcza nad wysiedlonymi podczas I wojny światowej), był też radnym gminnym. Współzałożyciel pierwszej szkoły ludowej w gminie Rakowice. Członek Polskiej Partii Socjalno- Demokratycznej, za jego inspiracją do tej partii wstąpił Bolesław Drobner.
W Krakowie, w dzielnicy Olsza znajduje się ulica jego imienia.